# B. J. Raji
Pour les articles homonymes, voir Raji (homonymie).
(en) Statistiques sur pro-football-reference
Busari Raji, Jr., né le 11 juillet 1986 à New York dans l'État de New York, est un ancien joueur américain de football américain évoluant au poste de defensive tackle.

## Biographie

### Jeunesse
Raji fréquente le lycée Westwood Regional où il joue au football américain sur la ligne offensive et defensive.
Considéré comme un espoir deux étoiles par Rivals.com, Raji choisit de jouer avec Boston College plutôt que de jouer avec Rutgers ou Wisconsin.

### Carrière universitaire
Étudiant au Boston College, il joue pour les Eagles de Boston College.

### Carrière professionnelle
Il est repêché en 2009 à la 9e place (premier tour) par les Packers de Green Bay. Il évolue comme nose tackle car durant l'intersaison les Packers ont opté pour la défense 3-4.
Lors de la saison NFL 2010, il remporte avec les Packers le Super Bowl XLV.